# Колованова, Наталья Богдановна
Наталья Богдановна Колованова (род. 1 августа 1964, Броды, Львовская область) — советская и украинская легкоатлетка, специалистка по барьерному бегу. Выступала за сборные СССР, СНГ и Украины по лёгкой атлетике в 1990-х годах, призёрка первенств всесоюзного и национального значения, участница летних Олимпийских игр в Барселоне. Представляла Харьков и спортивное общество «Спартак». Мастер спорта СССР международного класса.

## Биография
Наталья Колованова родилась 1 августа 1964 года в городе Броды Львовской области Украинской ССР.
Занималась лёгкой атлетикой в Харькове под руководством тренера А. И. Кополовича, окончила Харьковский институт общественного питания. Представляла добровольное спортивное общество «Спартак».
В 1981 году выполнила норматив мастера спорта СССР.
Впервые заявила о себе на взрослом всесоюзном уровне в сезоне 1989 года, когда на чемпионате СССР в Горьком вместе с командой Украинской ССР выиграла бронзовую медаль в эстафете 4 × 100 метров.
В 1992 году с личным рекордом 12,81 взяла бронзу в беге на 100 метров с барьерами на чемпионате СНГ в Москве, уступив здесь только россиянке Марине Азябиной и представительнице Украины Наталье Григорьевой. Благодаря череде удачных выступлений вошла в состав Объединённой команды, собранной из спортсменов бывших советских республик для участия в летних Олимпийских играх в Барселоне. В программе 100-метрового барьерного бега сумела выйти в финал, где с результатом 13,01 финишировала седьмой. За выдающиеся достижения в этом сезоне была удостоена почётного звания «Мастер спорта СССР международного класса».
После распада Советского Союза Колованова продолжила спортивную карьеру в составе украинской национальной сборной. Так, в 1993 году она представляла Украину на чемпионате мира в Штутгарте — благополучно преодолела стадию четвертьфиналов барьерного бега на 100 метров, но в полуфинале сошла.
В 1994 году в той же дисциплине заняла восьмое место на Играх доброй воли в Санкт-Петербурге.